# Michel Quoist
Michel Quoist (ur. 18 czerwca 1921 w Hawrze, zm. 18 grudnia 1997 tamże), francuski duchowny katolicki i pisarz.
Studia rozpoczął jeszcze przed wybuchem II wojny światowej, jednak musiał je przerywać wskutek wojny, a także choroby oczu. Ostatecznie święcenia kapłańskie przyjął w lipcu 1947 roku. Po wyświęceniu wysłany na dalsze studia w Instytucie Katolickim w Paryżu. Rozwijał się w kierunku socjologicznym i napisał pracę doktorską na temat socjologii miasta Rouen. Powrócił do Hawru jako wikary, tam też później został proboszczem. Pełnił także funkcję sekretarza Episkopatu Francji do spraw Ameryki Łacińskiej.
Jako powojenny kapelan Akcji Katolickiej opublikował w 1954 roku książkę Prières, w Polsce znaną jako Modlitwa i czyn. Okazała się ona wielkim sukcesem – na całym świecie sprzedano ponad 2,5 mln kopii.
Jego książki wciąż są publikowane i wznawiane, przetłumaczono je na 27 języków. W Polsce książki Quoista wydaje głównie Wydawnictwo Sióstr Loretanek.

## Wybrana bibliografia
- Dzienniczek dorastającej dziewczynki,
- Między człowiekiem a Bogiem (Réussir),
- Modlitwa i czyn (Prières),
- Modlitwa na Drodze Krzyżowej,
- Rozmowy o miłości (Parle-moi d'Amour),
- Spotkanie ze Słowem Pana,
- Zwierzenia serdeczne (À cœur ouvert).